# جامعه ویکی‌پدیا
جامعه ویکی‌پدیا یا اجتماع ویکی‌پدیا (به انگلیسی: Wikipedia community)، یا ویکی‌نویس‌ها (به انگلیسی: Wikipedians) اجتماعی از داوطلبان است که در ایجاد، حفظ و نگهداری دانشنامهٔ آنلاین ویکی‌پدیا مشارکت می‌کنند. این گروه معمولاً خود را بخشی از اجتماع بزرگ‌تر به نام جنبش ویکی‌مدیا در نظر می‌گیرند.

## جمعیت‌شناسی
در آوریل ۲۰۰۸ کلی شیرکی (Clay Shirky)، نویسنده و مدرس و مارتین وتنبرگ (Martin Wattenberg)، دانشمند علوم رایانه،
کل زمان صرف شده برای ساخت ویکی‌پدیا را در حدود ۱۰۰ میلیون ساعت تخمین زدند.
تا ماه نوامبر ۲۰۱۱ حدود ۳۱٫۷ میلیون حساب کاربری در تمام زبان‌ها ثبت شده‌بود که از بین آن‌ها حدود ۲۷۰٬۰۰۰ حساب کاربری فعال (حداقل یک ویرایش در هر ماه) بودند.
مطالعات ابتدایی دربارهٔ اندازهٔ اجتماع ویکی‌پدیا نشان‌دهندهٔ نرخ رشد نمایی تعداد مشارکت‌کنندگان ویکی‌پدیا بود. تا سال ۲۰۰۹ این نرخ رشد کاهش یافت.

## انگیزه

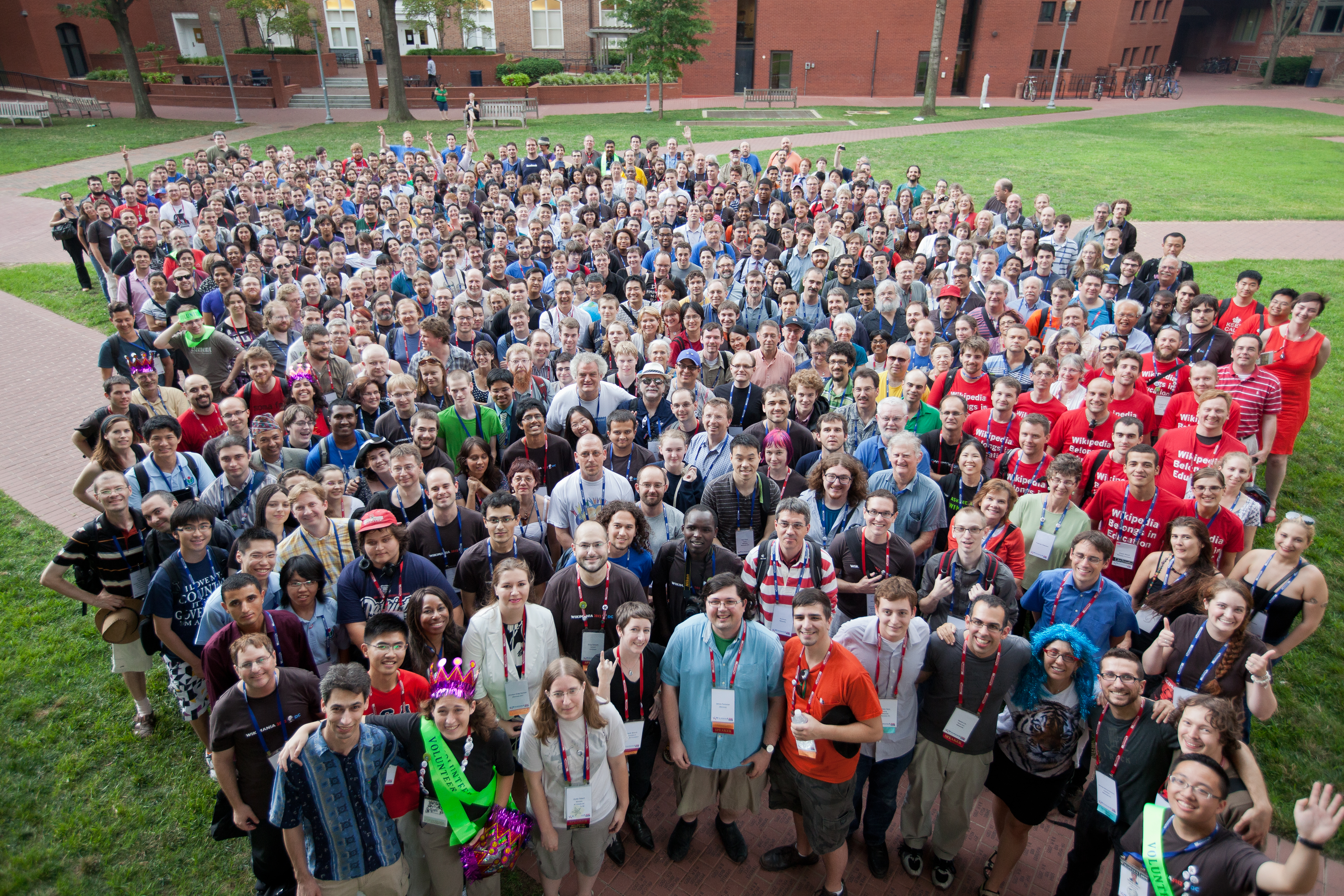
عکس دسته‌جمعی در ویکی‌مانیا ۲۰۱۲.

اعضای اجتماع ویکی‌پدیا در کل، پاداش مالی یا هیچ نوع پاداش دیگری به‌ازای مشارکتشان در ویکی‌پدیا دریافت نمی‌کنند؛ حتی پاداش‌هایی مانند ارتقای چشمگیر موقعیت اجتماعی، یا امکان ترفیع.
پژوهش‌های گوناگونی دربارهٔ انگیزهٔ مشارکت کنندگان ویکی‌پدیا انجام گرفته است. در سال ۲۰۰۳ یک دانشجوی دکترا در رشتهٔ اقتصاد به نام آندریا چیفولیلی عنوان کرد هزینه معامله پایین مشارکت در نرم‌افزار ویکی، کاتالیزور و آسان‌گر «پیشرفت مشترک» است، و رویکرد «ساختار خلاق» ی مانند ویکی‌پدیا سبب تشویق مشارکت می‌شود. مقالهٔ «چرا مردم در ویکی‌پدیا می‌نویسند؟ مشوق‌های مشارکت در انتشار محتویات باز» به قلم آندریا فورته (Andrea Forte) و امی براکمن (Amy S. Bruckman) در سال ۲۰۰۵ دربارهٔ انگیزه‌های ممکن مشارکت ویکی‌پدیا بحث می‌کند. این مقاله مفهوم چرخه اعتبار در نظریهٔ ایتور و وولگار را در مورد مشارکت کنندگان ویکی‌پدیا به کار می‌برد و پیشنهاد می‌کند دلیل مشارکت مردم در ویکی‌پدیا، به رسمیت شناخته شدن در جامعه است. در سال ۲۰۰۷ مقالهٔ «چه چیز ویکی‌نویسان را انگیزه‌مند می‌کند» نوشتهٔ ادد ناو، انگیزهٔ داوطلبان به‌طور عمومی را به انگیزهٔ مشارکت‌کنندگان ویکی‌پدیا مربوط می‌داند. او تحقیقی بر پایهٔ شش انگیزهٔ داوطلبان که پیش‌تر در مقاله‌ای عنوان شده‌بود انجام داد. این شش انگیزه عبارتند از:
- ارزش‌ها – بیان ارزش‌های نوع‌دوستی و کمک به دیگران
- اجتماعی – دوستی، شرکت در فعالیت‌هایی که دیگران مطلوب می‌بینند
- ادراک – گسترش دانش به‌وسیلهٔ فعالیت کردن
- کار – به‌دست‌آوردن تجربه و مهارت کاری
- حمایتی – برای مثال کاهش گناه مزیت شخصی
- ارتقاء – نمایش دانش به دیگران

او به این شش انگیزه دو مورد دیگر هم افزود:
- ایدئولوژی — نشان دادن حمایت از آنچه که ایدئولوژی پایهٔ آن فعالیت دیده می‌شود (برای مثال، این‌که دانش باید آزاد باشد)
- تفریح — لذت بردن از فعالیت

نتایج این تحقیق نشان داد بیشترین مواردِ اشاره‌شده به‌ترتیب «تفریح»، «ایدئولوژی»، و «ارزش‌ها» بوده و کمترین مواردِ اشاره‌شده «کار»، «اجتماعی» و «حمایتی» بودند.
بنیاد ویکی‌مدیا پژوهش‌های متعددی دربارهٔ مشارکت‌کنندگان ویکی‌پدیا و کاربران آن انجام داده است. در سال ۲۰۰۸ بنیاد ویکی‌مدیا با همکاری «گروه همکاری خلاقیت» مؤسسهٔ UNU-Merit دانشگاه سازمان ملل تحقیقی دربارهٔ خوانندگان و ویرایش‌گران ویکی‌پدیا انجام داد. این تحقیق که جامع‌ترین پژوهش در این باره بود، نتایج خود را دو سال بعد، در ۲۴ مارس ۲۰۱۰ منتشر کرد. بنیاد ویکی‌مدیا از سال ۲۰۱۱ هر نیم‌سال پژوهش‌هایی را برای درک بیشتر ویرایش‌گران ویکی‌پدیا و رسیدگی بهتر به نیازهای آنان انجام می‌دهد.
مقالهٔ «انگیزه‌های مشارکت‌کنندگان محتویات ویکی‌پدیا» به قلم هنگ‌لی یانگ و چنگ‌یو لای، این فرضیه را عنوان می‌کند که چون مشارکت در ویکی‌پدیا داوطلبانه است، لذت هر فرد از شرکت‌کردن، بالاترین انگیزاننده است. اگرچه مطالعهٔ آن‌ها نشان داد که هرچند ممکن است مردم در ابتدا از روی لذت، ویرایش در ویکی‌پدیا را آغاز کنند، محتمل‌ترین انگیزهٔ ادامهٔ مشارکت، انگیزه‌های بر پایهٔ خود-انگارهای مانند «من دوست دارم دانش را به اشتراک بگذارم زیرا به من احساس پیشرفت شخصی می‌دهد» است.

## جایزه اراسموس
در سال ۲۰۱۵ جایزه اراسموس که یکی از برجسته‌ترین جوایز اروپاست. به اجتماع ویکی‌پدیا تعلق گرفت.